# FSMLabs
FSMLabs (en anglais « Finite State Machine Labs Inc. ») est une entreprise informatique américaine fondée à la fin des années 1990 par Victor J. Yodaiken dans le but de commercialiser RTLinux. Son siège se situe à Socorro dans l'État du Nouveau-Mexique aux États-Unis.

## Historique

### École des Mines du Nouveau-Mexique
RTLinux est à l'origine un projet universitaire de l'école des Mines du Nouveau-Mexique, développé par Michael Barabanov en 1995 et maintenu  jusqu'en 1997 dans le cadre de ses études. Il est relancé en 1998 par ce même Barabanov, puis se structure avec les contributions majeures de Victor Yodaiken en 1999, alors professeur au NMT. Yodaiken capitalise là son expérience acquise sur ses travaux de recherche en système temps réel réalisés quelques années plus tôt lorsqu'il était lui-même étudiant. Des contributeurs comme Cort Dougan ou d'autres membres de l'institut intègrent le projet.
Le manifeste RTLinux est publié par Michael Barabanov dans la pure tradition hacker. Victor Yodaiken doit par ailleurs assurer ses activités de professeur d'université ce qui retarde l'avancée du projet. Il décide alors de créer son entreprise pour se consacrer entièrement à son développement.

### Création de la société
La société FSMLabs est finalement fondée en 1999 par Victor Yodaiken et Cort Dougan, et recrute plusieurs développeurs du projet originel dont Michael Barabanov. Le siège se situe naturellement à Socorro, près de l'école des Mines. La société va poursuivre les développements tout en commercialisant la technologie et proposer du support. RTLinux reste maintenu au sein de l'entreprise par le même groupe hacker et poursuit donc sa progression.

#### Ascension économique
FSMLabs et Red Hat annoncent la formation d'un partenariat le 6 septembre 2001 dans le but d'intégrer les possibilités temps réel de RTLinux dans des systèmes embarqués.
La société annonce la vente de sa solution historique RTLinux au groupe Wind River Systems le 27 février 2007. Le montant de la transaction n'est pas précisé, mais l'entreprise poursuit son activité.

## Juridique

### RTLinux et RTAI
RTLinux et sa variante RTAI sont, jusqu'au début des années 2000, les deux principales solutions libres en système temps réel.
RTAI est à l'origine une implémentation du code RTLinux mais distribué sous la licence LGPL, ce qui autorise son intégration dans des solutions propriétaires. Victor Yodaiken ne l'accepte pas et impose les conditions d'une licence de brevet pour la redistribution de RTLinux. La première version de cette licence autorise la libre utilisation de son invention dans des projets sous GPL, mais non commerciaux. L'utilisation de cette invention, en l'occurrence RTLinux ou toute implémentation, dans des projets à vocation commerciale, libre ou propriétaire, nécessite l'octroi de sa licence de brevet.

### GNU GPL et brevet logiciel
La fondation pour le logiciel libre accuse FSMLabs de violation de la licence GNU GPL en septembre 2001. Cette licence de brevet impose des conditions non permises par la licence publique générale GNU; la nature commerciale d'un projet sous GPL n'est pas un critère valable; sa commercialisation est donc implicitement autorisée.
Or, RTLinux est une variante du noyau Linux, lui-même distribué selon les termes de la GPL. Son implémentation est donc autorisée dans tous les projets libres, 
Cette affaire fait suite  aux rapports tendus entre Paolo Mantegazza et Victor Yodaiken, et leur projet respectif RTAI et RTLinux. La communauté se fait l'écho du conflit, en évoquant la préparation de poursuites judiciaires. La problématique est analysée par Eben Moglen, l'un des  pères de la licence publique générale GNU et spécialiste reconnu en droit de l'informatique.
Richard Stallman considère également les conditions imposées par cette licence de brevet pour la redistribution d'une version modifiée du noyau Linux comme une violation de la GPL. La FSF ne détient pas les droits d'auteurs du noyau Linux mais possède ceux d'autres composants du système GNU/Linux. La FSF précise alors qu'elle ne poursuivra pas directement la société devant les tribunaux, mais soutiendra les sociétés concurrentes dans leurs actions d'invalider en justice le brevet logiciel en question.
En août 2001, FSMLabs avait déjà accordé une licence de brevet RTLinux à Lineo pour la distribution de son système embarqué Embedix.

### Accord entre la FSF et FSMLabs
La FSF et FSMLabs annoncent la réalisation de la licence de brevet libre RTLinux (de l'anglais Open RTLinux Patent License) le 12 octobre 2001. Cette annonce permet de résoudre le problème de violation de la GPL en autorisant explicitement l'utilisation la technique brevetée par Yodaiken par du code distribué sous licence GNU GPL.
Cet accord, par ailleurs publié sur le site officiel du projet GNU, permet de résoudre le conflit entre les projets RTLinux et RTAI.
La fondation poursuivra par ailleurs sa prévention contre les dangers des brevets pour le logiciel libre en organisant quelques années plus tard une campagne mondiale pour l'élimination des brevets logiciels.

## L'après RTLinux
L'entreprise se focalise depuis février 2007 dans des activités d'éditeur de logiciels privateurs plus classiques, notamment dans le secteur financier.

## sLiens externess
- (en) Site officiel